# Константин II Кантакузин
Константин Кантакузино столник (р. 1639 – у. 7. јун 1716) је био бојарин из Влашке, признат као значајан представник хуманизма у румунском културном простору, са фокусом на областима као што су историја и географија. Студирао је у Цариграду и на Универзитету у Падови. Важан извор за румунску историју је карта Влашке коју је израдио заједно са Јоном Комнином. Константин Кантакузин је и аутор недовршене историје Румуније, у којој је покушао да попуни празнину у знању о раној историји Румуна.
Брат господина војводе Шербана Кантакузина, столник Константин, сам је проглашен за господара након његове смрти, али је он то одбио, радије је на престо поставио свог сестрића Константина Бранковеануа, за време чије владавине је дуго водио спољну политику из сенке. У име војвод Константина, али и у своје лично име, пуковник се дописивао са важним канцеларијама тог времена. Године 1707. ескалирао је латентни сукоб између Константина II Кантакузина и војводе Константина Бранковеануа, што је довело до пензионисања Константина II Кантакузина и повлачење на његова имања, иако су његов син и други Кантакузинови синовци и даље унапређивани на високе положаје.
Столник Константин II и породица Кантакузино допринели су мучењу и убиству војводе Константина Бранковеануа 1714. године. Наследник влашког престола био је Стефан Кантакузин, син столника Константина II, али на кратко, пошто су обојицу погубили Османлије 1716. године.

## Живот
Столник Константин II Кантакузин је рођен у Трговишту, као трећи син постелника Константина I Кантакузина и Елине Кантакузино. По очевој страни био је члан породице грчког порекла (са могућим царским пореклом) Кантакузин, а по мајци унук војводе Радуа Шербана Басараба, наследника  војводе Михаја Храброг на престолу Влашке.
Породица Кантакузино је била једна од најважнијих бојарских фракција у XVII веку. Због стицања бојарског чина столницка, он ће дуго остати важан члан владарског већа. Између 1688-1716. године, уз појачавање осећаја страха од непосредне османске опасности, преузима контролу над спољном политиком Влашке, покушавајући да успостави срдачне дипломатске односе и са Аустријом и са Русијом.
Историчар Николај Јорга је тврдио да је школовање столника углавном обављала његова мајка.
Кроз студије започете, после убиства његовог оца 1663. године, у Адријанопољу и Цариграду, а завршене од 1667. године на Универзитету у Падови, постаје одличан познавалац италијанске културе, добро познавајући италијански и латински језик, као и сферу грчке културе. За време студија у Падови сачуван је ђачки дневник у коме се помиње инструктор албанског порекла Калуди. Младић је у Италији стекао репутацију ученог човека, као научника Лувена помиње га писац Антонио Лупис. Касније га је о историји Влашке консултовао аустријски генерал Фердинанд Марсиљи (1658-1730, пореклом из Болоње), који ће бити запажен по монументалном географском и историјском опису земаља средњег и доњег тока Дунава.
Године 1672. Константин II Кантакузин је затворен по наређењу војводе Григоре I Гике, онога који је наредио убиство постелника Константина I Кантакузина 1663. године. Његов брат Шербан успео је да га доведе у Цариград преко односа које је имао на Високој порти и крунише га када је постао владар, 1678. године, са безначајним намесницима. Политички утицај столника је ипак био важан, углавном преко чланова породице.
На политичком плану, столник Константин II Кантакузин је био следбеник анти-османске линије и залагао се за приближавање Русији и Светом римском царству немачке нације.
Столник Константин II Кантакузин помиње и друго писмо у вези са истим даром.
Одлучно је допринео свргавању војводе Константина Бранковеануа, да би подржао уздизање на престо свог сина Стефана Кантакузина.
Нарочито критичан према Константину II Кантакузину, Влашки хроничар оптужује столника Константина II не само за свргавање војводе Константина Бранковеануа, већ и за тровање његове браће војводе Шербана и Јордачеа, и више пута га назива „старим лоповом“.
Заједно са сином војводом Стефаном Кантакузином погубљен је у ноћи 6. на 7. јуна 1716. године, у Цариграду, под оптужбом да је сарађивао са Аустријанцима.

## Опера и библиотека
Поред преписке са познатим политичким личностима, дипломатама и научницима као што су Герасим Крићанин, Антонио Далл'Ацкуа, Албано Албанесе или Бонвициниус, столник Константин II Кантакузин је потомству оставио свеске историјских белешки и фундаментално историјско дело, Историју румунске земље од почетка (1716. године) коју критички анализирају западни аутори, богати антички аутори, зантински аутори. Дело је написано на иницијативу Фердинанда Марсиљија и са великим жаром подржава, борећи се против супротних мишљења, римско порекло румунског народа и његов континуитет на територији Дакије, гомилајући сведочанства о територији и становницима ове државе, о дачко-римским ратовима и романизацији Дакије. Константин II Кантакузин наглашава чињеницу да се Румуни разликују од суседних народа по својој способности да се одупру хировима историје, што се посебно види у одржавању сопствених политичких структура. Политичке импликације нису му оставиле времена да доврши своје писање, које примењује истраживачке методе карактеристичне за савремену историографију и садржи прве елементе историјске критике. Столник Константин II је такође аутор мапе Румуније, штампане 1700. године на грчком у Падови, а затим коју је 1715. године користио Антон Марија Дел Кјаро у својој Историја модерних револуција Влашке, објављеној у Венецији, као и префект једног литургичара из 1680. године, који су циркулисали у целој римској земљи.
Може се рећи да крајем XVII века у култури доминира ова репрезентативна фигура Константина II Кантакузина. Оно што му је помогло да подржи идеју о континуитету романизованог становништва северно од Дунава после Аурелијанског повлачења јесте критички однос према изворима. Столник Константин II је и оне у Трансилванији и Молдавији сматрао „Румунима“, тврдећи да припадају овој нацији по језику којим говоре.
Вредан документ за румунску културу је каталог библиотеке Константина II Кантакузина, који садржи, између осталог, и списак књига штампаних у румунским кнежевинама крајем XVII века. О лепоти библиотеке манастира Маргинени (округ Прахова), основане са делом библиотеке постелника Константина I Кантакузина из Миронештија, већ се помиње Дел Кјаро. Међутим, изгледа да је мало књига из те баштине дошло у посед столника Константина II Кантакузина. Углавном се радило о верској литератури, чак и протестантског порекла. Током студија, млади Константин II Кантакузин је саставио први каталог књига које је купио, што је чинило основу његове библиотеке. Међу њима су била, поред хомерских епова, дела грчких и латинских класика, филозофски и космографски списи Аристотела и коментари аристотеловског дела Александра Афродизијанског. Касније је библиотека обогаћена бројним историографским делима, календарима, алманасима, као и књигама које су донели румунски војници који су учествовали у опсади Беча 1683. године. Током свог живота, Константин II Кантакузин је сакупљао рукописе научника који су прошли поред Маргиненија и часописа на италијанском језику. Библиотека је расута после смрти столника Константина II, делимично је доспела у посед Николаја Маврокордата. Каталог библиотечке евиденције из 1839. године, 263 наслова књига које су се још увек чувале у Маргинени.

### Издања дела
- 1901. године, - Дела Константина Кантакузина, приредио Николае Јорга, Букурешт;
- 1991. – Константин Кантакузин Столик: Историја румунске земље, Букурешт 1991. године.